# Fanny Cerrito
Pour les articles homonymes, voir Cerrito.
 (janvier 2022).
Fanny Cerrito, née Francesca Teresa Giuseppa Raffaela Cerrito le 11 mai 1817 à Naples et morte le 6 mai 1909 à Paris 16e, est une danseuse italienne.

## Biographie

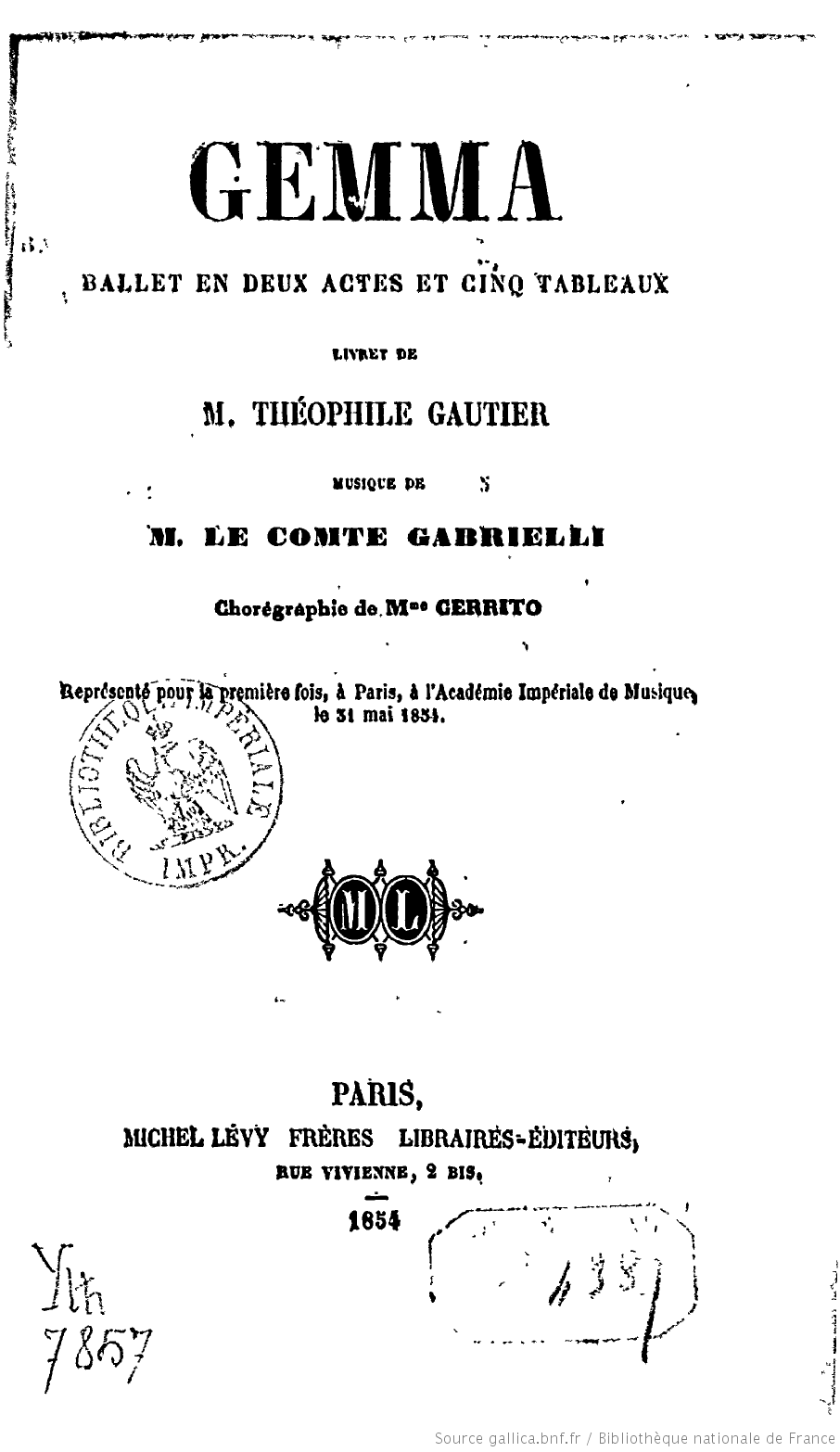
Gemma (1854). Frontispice du livret (Bibliothèque nationale de France).

Formée à l'école du Teatro San Carlo de Naples, elle se perfectionne auprès de Jules Perrot, Carlo Blasis et Arthur Saint-Léon, qu'elle épouse le 17 avril 1845 à l'église des Batignolles.
Remarquée dès ses débuts en 1832, elle poursuit sa carrière à Vienne, Milan, Londres, Paris, Saint-Pétersbourg et Moscou. Elle quitte la scène en 1857.
À Paris, elle connaît la consécration aux côtés de son mari, notamment dans La Fille de marbre (1847), Le Violon du diable (1849) et Pâquerette (1851). Elle collabore souvent à la chorégraphie des ballets qu'elle interprète, comme La Vivandière (1844), ou la réalise dans sa totalité, comme dans le cas de son ballet le plus célèbre, Gemma (1854), sur un livret de Théophile Gautier et musique du comte Nicolò Gabrielli.
Elle fait partie de la grande famille des ballerines romantiques avec, entre autres, Marie Taglioni, Fanny Elssler, Carlotta Grisi et Emma Livry, et excelle particulièrement dans les danses de caractère.
Elle serait la grand-mère du sculpteur Paul Belmondo et l'arrière-grand-mère de la danseuse Muriel Belmondo et de son frère, l'acteur Jean-Paul Belmondo.
Elle est inhumée au cimetière de Montmartre dans la 5e division, avenue de Montebello. Elle repose avec sa mère, Mariane d'Alifa, veuve de Raphaël Cerrito, née à Naples, décédée à 82 ans le 30 septembre 1873 à Paris 16e. La tombe donne les dates suivantes pour Fanny Cerrito : 1819-1909.

## Œuvres
- 1841 : Amor’s Zögling, divertissement anacréontique pour le Kärtnertor Theater de Vienne[3]
- 1843 : Il Lago delle Fate au Teatro Alibert de Rome
- 1843 : Ondine ou la Naïade, co-chorégraphe : Jules Perrot[4] (Londres)
- 1845 : Rosida, ou les Mines de Syracuse au Her Majesty’s Theatre (Londres)
- 1845 : Alma ossia la figlia del Fuoco au Teatro Apollo de Rome - co-chorégraphe Filippo Izzo
- 1854 : Gemma à l'Opéra de Paris

## Sources biographiques
- Dictionnaire général de biographie contemporaine française et étrangère / par Ad. Bitard, (en ligne)
- Dictionnaire de la danse / sous la dir. de Philippe Le Moal (en ligne)
- Article du Figaro sur plusieurs colonnes et deux pages, 9 juillet 1854 « avenir de l'Opéra », avec les artistes et les salaires (en ligne)
- Ces demoiselles de l'Opéra ; 1887 ; pages 179 à 182 (en ligne)
- Dictionnaire universel des contemporains ; Gustave Vapereau ; 1880 (en ligne)
- Bulletin de la Société historique d'Auteuil et de Passy ; 1908 ; la tombe de Fanny Cerrito à Montmartre (en ligne)